# Socjaldemokratyczna Partia Austrii

Trzy Strzały – jeden z symboli partii

Socjaldemokratyczna Partia Austrii (niem. Sozialdemokratische Partei Österreichs, SPÖ) – jedna z największych austriackich partii politycznych, działająca od 1889 z przerwą w latach 1934–1945. Do 1934 nosiła nazwę Socjaldemokratyczna Partia Robotnicza Austrii (Sozialdemokratische Arbeiterpartei Österreichs – SDAPÖ), a w latach 1945–1991 Socjalistyczna Partia Austrii (Sozialistische Partei Österreichs – SPÖ).

## Historia partii

### Geneza, początek działalności
Pierwsza organizacja ruchu robotniczego w Austrii powstała 15 grudnia 1867 roku, powołano wówczas Robotnicze Stowarzyszenie Oświatowe w Grumpendorfie (w Wiedniu). Próby powstania lewicowej partii politycznej w Austrii sięgają 1874, kiedy odbył się tzw. dzień partyjny, ale pozostawały bezskuteczne z uwagi na fakt, że istniejące wówczas grupki zwalczały się wzajemnie z pozycji marksistowskich, anarchistycznych oraz narodowych. Dużym utrudnieniem były również przyjęte na wzór Rzeszy Niemieckiej ustawy zakazujące „tajnych stowarzyszeń”, a w istocie uniemożliwiające formy zrzeszania się. W 1884 wprowadzono stan wyjątkowy w Wiedniu i okręgu przemysłowym. W 1886 weszła w życie ustawa przeciw anarchistom, przedłużona w 1888. Spowodowało to m.in. samorozwiązanie licznych organizacji związkowych.
W 1887 lekarz Victor Adler, niezaangażowany w walki frakcyjne doprowadził do zawarcia pomiędzy grupami tzw. kompromisu wiedeńskiego. Po dwuletniej pracy przygotowawczej doprowadził do zjazdu różnych grup lewicowych w Hainfeld, który odbył się w dniach 30 grudnia 1888 – 1 stycznia 1889. Na zjeździe powołano partię pod nazwą Socjaldemokratycznej Partii Robotniczej w Austrii (SDAPÖ) i przyjęto jej deklarację programową. Zjednoczono wówczas radykalny i umiarkowany odłam ruchu socjalistycznego. Program partii oparty był na Manifeście komunistycznym. Na lidera partii wybrano Victora Aldera, był on najbardziej popularnym liderem socjalistów austriackich, Adler znał osobiście zarówno Karola Marksa, jak i Fryderyka Engelsa. Engels był osobiście przyjacielem, a także doradcą Adlera. Partia wkrótce po utworzeniu przyjęła program rewizjonistyczny choć skrzydło radykalne nadało partii pewne odrębne cechy różniące SDAPÖ od pozostałych partii socjalistycznych Europy, wkrótce tendencje te doprowadziły się do wykrystalizowania się szkoły zwanej austromarksizmem. Austomarksizm zajmował pozycje centrową z silnymi tendencjami radykalnymi, na jej czele stał Karl Renner oraz Otto Bauer. W 1899 roku partia uznała nadrzędność interesu narodowych nad klasowymi, starając się kontynuować współpracę z partiami innych narodowości. Gdy w wyborach do parlamentu z 1897 roku do parlamentu dostali się polscy socjaliści (Ignacy Daszyński i Jan Kozakiewicz z Polskiej Partii Socjalno-Demokratycznej Galicji i Śląska Cieszyńskiego) dołączyli oni wraz z SDAPÖ do klubu posłów socjalistycznych.
Partia szybko podjęła aktywną działalność. Już kilka miesięcy po formalnym powstaniu rozpoczęto wydawanie „Gazety Robotniczej”, także już w 1889 uczestniczyła w założeniu II Międzynarodówki. Walczyła o poprawę bytu robotników, a także o zniesienie kurialnego systemu głosowania. W 1899 podczas drugiego zjazdu partii w Brnie SDAPÖ przyjęła także program narodowościowy, w którym postulowano przyznanie równych praw wszystkim narodom Austro-Węgier. Głównymi ośrodkami działalności SDAPÖ początkowo był Wiedeń oraz miasta przemysłowe z obszaru dzisiejszej Austrii i Czech. Partia odnosiła sukcesy wyborcze. Już w 1890 wprowadziła swoich przedstawicieli do rady miejskiej w Wiedniu (w późniejszym czasie będzie ona ostoją socjaldemokratów).
W 1901 roku na XII Zjeździe partii w Wiedniu uchwalono drugi program partii nazwany wiedeńskim. Program ten zakładał przejście SDAPÖ na tory rewizjonistyczne, założono, że głównym celem socjaldemokracji są zwycięstwa w walce wyborczej, formalnie odżegnano się od rewizjonistycznych teorii Eduarda Bernsteina. Socjaldemokraci skupili się na umocnieniu swoich wpływów w społeczeństwie. Program ten opierał się na „trzech filarach ruchu”, czyli ruchu związkowym, spółdzielczym i działalności partyjnej. Partia unikała walk masowych, jednak 28 listopada 1905 roku pod wpływem wydarzeń rewolucyjnych w Imperium Rosyjskim i Królestwie Polskim współorganizowała jednodniowy strajk generalny. W wyniku strajku protestujący pracownicy wywalczyli powszechne prawo wyborcze. Dzięki temu SDAPÖ w pierwszych powszechnych wyborach do Reichsratu po zniesieniu systemu kurialnego w 1907 roku wysunęła się na drugą co do liczby miejsc w parlamencie partię polityczną. Socjaliści w wyborach tych zdobyli 22,7% poparcia, co dało im 87 mandatów. W skład klubu partii wchodziło 50 Niemców, 24 Czechów, 5 Włochów i dwójka Ukraińców. W kolejnych wyborach w 1911 partia zdobyła największą spośród wszystkich partii liczbę mandatów poselskich.
Radykalne skrzydło partii wpłynęło na to, że w czasie trwania I wojny światowej, SDAPÖ przyjęła pacyfistyczne zasady przyjęte na konferencjach w Zimmerwaldzie i Kientalu. SDAPÖ domagała się zakończenia wojny bez odszkodowań i bez aneksji. Symbolem pacyfistycznych działań austriackich stał się zamach dokonany przez Friedricha Adlera (syna Victora) na premiera Stürgha. Zamach doprowadził do popularyzacji antywojennego stanowiska partii.

### Dwudziestolecie międzywojenne
Pod wpływem rewolucji w Rosji także i w Austrii doszło do wystąpień robotniczych. Na jesieni 1918 roku powstać zaczęły rady robotnicze, a także rady żołnierskie (uznały one zwierzchnictwo rad robotników). Rady robotnicze uznały zwierzchnictwo rady utworzonej przez Friedricha Adlera. W październiku 1918 powstało „prowizoryczne zgromadzenie narodowe”, w którym działacze SDAPÖ odgrywali znaczącą rolę – Karl Renner został jego przewodniczącym, a następnie kanclerzem Austrii, 12 listopada proklamowano republikę. Socjaldemokraci obsadzili urzędy prezydenta, kanclerza i ministrów głównych resortów. Partia nawiązała współpracę z partiami o orientacji prawicowej. 17 kwietnia i 15 czerwca 1919 roku, doszło do nieudanych prób komunistycznego zamachu stanu (3 listopada 1918 roku powstała partia komunistów pod nazwą Komunistyczna Partia Austrii), zamachy zostały jednak zdławione przez rząd socjaldemokratów. W wyniku pierwszych wyborów po wojnie (1919) SDAPÖ została najsilniejszą partią w zgromadzeniu konstytucyjnym, i uformowała wielką koalicję z Austriacką Partią Chrześcijańsko-Społeczną (CS).
Rewolucja rosyjska nie doprowadziła do rozłamu w ruchu socjalistycznym Austrii. Socjaldemokraci poparli rewolucję w Rosji, uważali jednak że takie przeobrażenia nie są potrzebne w Europie zachodniej i środkowej. Na tle stosunku do rewolucji bolszewickiej i komunizmu wewnątrz partii wykrystalizowała się odrębna grupa socjalistów. Socjaliści którzy zajęli stanowisko prorewolucyjne zdecydowali się nie wiązać ani z Międzynarodówką Socjalistyczną (drugą) ani z Międzynarodówką Komunistyczną (trzecią). W 1921 roku austromarksiści z mniejszymi ruchami socjalistów założyli Międzynarodową Wspólnotę Pracy Partii Socjalistycznych (międzynarodówka druga i pół). Złudzenia austriackich socjaldemokratów rozwiała wroga postawa bolszewików względem socjalizmu demokratycznego i mający miejsce w Rosji czerwony terror. Już w 1923 roku SDAPÖ dołączyła do kontynuatorki II Międzynarodówki, Socjalistycznej Międzynarodówki Robotniczej w której Friedrich Adler objął stanowisko sekretarza.
Prace wielkiej koalicji pod przewodnictwem Rennera doprowadziły do uchwalenia nowej konstytucji (1920), a także wprowadzenia pewnych reform (np. ośmiogodzinny dzień pracy, wprowadzenie rad robotniczych). Kolejne wybory, z jesieni 1920 spowodowały jednak odsunięcie SDAPÖ od władzy i przejście jej do opozycji, w której pozostała przez cały dalszy okres międzywojenny (w wyborach jednak regularnie zdobywając ok. 40% mandatów w izbie deputowanych). Jednym z powodów zerwania współpracy z CS było między innymi wciąż zaznaczające się rozbicie SDAPÖ na dwa skrzydła – Karla Rennera (popierającego demokrację parlamentarną i pragnącego zrealizować drogą reform państwo opiekuńcze) oraz Otto Bauera (lidera austromarksistów, przeciwnego współpracy z prawicą).
Po wyborach z 1920 roku socjaldemokraci zdecydowali się na rozwiązanie rad robotniczych i żołnierskich. W republikańskiej Austrii powstał jednak szereg lewicowych organizacji społecznych tj. Towarzystwo Przyjaciół Dzieci, „Czerwone Sokoły” – harcerstwo robotnicze czy Młodzież Robotnicza. W siłę urosły też związki zawodowe, dzięki związkom zawodowym żołnierzy socjaldemokratom udało się uzyskać duże wpływy w wojsku. Znaczącą rolę odgrywali socjaldemokraci w samorządach lokalnych. W 1919 roku odnieśli zdecydowane zwycięstwo w wyborach do rady miejskiej Wiednia, pierwszy raz obsadzając fotel burmistrza stolicy. Zdominowana przez socjaldemokratów rada miejska Wiednia, będącego ostoją lewicy w Austrii, przez okres dwudziestolecia międzywojennego zrealizowała na własną rękę wiele przedsięwzięć w celu poprawy bytu robotników, stąd często powtarzane określenie „Czerwony Wiedeń” („Rotes Wien”). Dzięki polityce samorządowej socjaldemokratów udało się utworzyć w Wiedniu model miasta opiekuńczego który stanowił wzór dla ruchu robotniczego na świecie. Socjaldemokraci przeprowadzili w Wiedniu reformy polityki podatkowej, szkolnej, budowlanej, wprowadzili opiekę nad starcami oraz matkami i dziećmi. W 1929 roku 55% działaczy SDAPÖ (z 718 tysięcy w całym kraju) zamieszkiwało w Wiedniu.
Od 1920 roku narastała wzajemna niechęć pomiędzy lewicą i prawicą, czego efektem było powołanie w 1923 roku własnych bojówek SDAPÖ: Republikanischer Schutzbund w odpowiedzi na istnienie prawicowej Heimwehry. Konfrontacje tych paramilitarnych oddziałów powodowały narastanie wzajemnej niechęci. Ta z kolei powodowała wzmocnienie pozycji bezkompromisowej frakcji Bauera w partii, czego dowodem nowy program partii uchwalony w Linzu w 1926 roku. Zawierał on akceptację demokracji parlamentarnej, jednak dopuszczono możliwość budowy dyktatury proletariatu w przypadku gdy burżuazja nie przeprowadzi wolnych wyborów bądź nie uzna legalnie wybranego rządu socjaldemokratycznego. Na tezę o dyktaturze proletariackiej naciskała lewica partyjna na czele z Maxem Adlerem, przeciwna była natomiast część prawicowa z Karlem Rennerem i centrowa z Juliusem Deutschem.
Konflikt pomiędzy lewicą a prawicą wykraczał poza parlament i wreszcie doprowadził do ofiar w ludziach w styczniu 1927. Gdy sąd uniewinnił oskarżonych w procesie członków Heimwehry, doszło do masowych protestów zorganizowanych przez SDAPÖ, Republikanischer Schutzbund oraz związki zawodowe. W ich trakcie podpalono Pałac Sprawiedliwości w Wiedniu, w reakcji na co rząd pozwolił na użycie ognia. W walkach w Wiedniu padło prawie 100 zabitych oraz ponad 600 rannych. W efekcie tych wydarzeń konflikt polityczny tylko się umocnił, zaś prawicowa CS podjęła bliską współpracę z Heimwehrą, czego efektem była deklaracja Heimwehry (z 1930) otwarcie nawołująca do obalenia porządku parlamentarnego. W lipcu 1927 roku policja zabiła 85 uczestników demonstracji robotniczej, oddziały Schutzbundu nie interweniowały, a SDAPÖ poprzestała na ogłoszeniu jednodniowego strajku generalnego w proteście przeciwko przemocy ze strony rządu. W 1930 roku austrofaszyści wprost zapowiedzieli likwidację demokracji parlamentarnej. W 1932 roku kanclerzem został austrofaszysta Engelbert Dollfuß. Pod jego rządami zaostrzono represje wobec opozycji oraz coraz usilniej wprowadzano faszystowskie elementy ustrojowe. Początkowo centrolewica nie podjęła się zbrojnego oporu wobec represji ze strony rządu.

#### W okresie rządów faszystowskich – austrofaszystowskich i nazistowskich
W 1933 doszło do obalenia rządów parlamentarnych w Austrii – kanclerz Engelbert Dollfuß wykorzystał paraliż parlamentu i wprowadził prawicową dyktaturę. Działania te spowodowały wybuch powstania robotniczego, które jednak zostało w ciągu kilku dni krwawo stłumione przez rząd. Natychmiast wzmógł się nacisk na SDAPÖ, a napięcie doprowadziło do wybuchu powstania z 12 lutego 1934, gdy rząd rozpoczął akcję rozbrajania zdelegalizowanych wcześniej bojówek Schutzbundu. Inicjatywa zbrojnego powstania nie wypłynęła od kierownictwa SDAPÖ, lecz od działaczy lokalnych struktur socjaldemokracji. Większość przywódców socjaldemokratów została w trakcie walk lub tuż po ich zakończeniu aresztowana, a SDAPÖ faktycznie rozbita oraz zdelegalizowana. Delegalizacji uległy też związki zawodowe i 36 organizacji afiliowanych do SDAPÖ. W podziemiu powstała organizacja „Rewolucyjni Socjaliści Austrii” (RSÖ). Socjaldemokratyczny burmistrz Wiednia, Karl Seitz został siłą usunięty przez policję z ratusza miejskiego.
Kilka tygodni później śmierć poniósł sam kanclerz Dollfuß w trakcie puczu, którego próbę podjął austriacki ruch narodowosocjalistyczny. W 1934 roku wprowadzono nową konstytucję Austrii wzorowaną na konstytucji Włoch faszystowskich. Większość działaczy zdelegalizowanej socjaldemokracji odrzuciło propozycję zasilenia RSÖ. Kilkanaście tysięcy przedstawicieli partyjnej lewicy i byłych członków Republikanischer Schutzbund wstąpiło do partii komunistów. Rewolucyjni Socjaliści nawiązali współpracę z działającą w podziemiu partią komunistyczną. W swoim programie RSÖ domagało się obalenia faszyzmu i budowy w Austrii dyktatury proletariatu. Rewolucyjni Socjaliści zawiesili swą działalność wraz z marcem 1938 roku gdy Austria została włączona do III Rzeszy. Niektórzy działacze SDAPÖ przyłączyli się do ruchu oporu tworzonego przez komunistów.
Partia pozostała nielegalna do 1945 roku, a więc do czasu gdy Austria została zajęta przez aliantów.

### 1945-1995

#### Restauracja partii
Natychmiast po zdobyciu Wiednia przez wojska radzieckie w kwietniu 1945 SDAPÖ odrodziła się jako Socjalistyczna Partia Austrii (SPÖ), na jej czele stanął Adolf Schärf. Władze w partii objęli przedstawiciele skrzydła prawicowego na czele z Rennerem, Adolfem Scharfem i Oskarem Helmerem. Wpływy lewicy partyjnej sięgały jedynie roku 1945 gdy sekretarzem partii został Erwin Scharf. Tragiczne doświadczenie II wojny światowej i dostrzeżenie w konfliktach wewnętrznych przyczyny Anschlussu spowodowało odłożenie na bok przedwojennej niechęci pomiędzy socjaldemokratami i chadekami oraz podjęcie współpracy w ramach „wielkiej koalicji”. Wybory w 1945 roku wygrali chadecy z Austriackiej Partii Ludowej (ÖVP). Partia zdecydowała się na koalicję z chadekami. Socjaldemokraci widzieli w koalicji z ÖVP konieczność która miała uratować niepodległość Austrii i uwolnienie jej od okupacji alianckiej. Pierwszy kongres SPÖ w grudniu 1945 przyniósł potwierdzenie decyzji o współpracy z ÖVP.
Mimo trwającej w okresie wiosennym i letnim współpracy ogólnokrajowej i samorządowej między socjalistami a komunistami, na jesieni 1945 roku socjaldemokraci odrzucili możliwość współpracy z Komunistyczną Partią Austrii. Zmiana stanowiska partii do komunistów nastąpiła po części na skutek nacisków Ernesta Bevina, laburzystowskiego ministra spraw zagranicznych Wielkiej Brytanii – Wielka Brytania była bowiem jednym z czterech krajów alianckich okupujących Austrię po upadku reżimu nazistowskiego. Od jesieni SPÖ uznało komunistów za głównego przeciwnika partii, socjaliści atakowali KPÖ pod zarzutem „reprezentowania przez nią interesów sił zewnętrznej (bloku wschodniego)”.
Po części ze względu na antykomunistyczną postawę socjaldemokratów w listopadzie 1947 roku usunięto z rządu ostatniego polityka wywodzącego się z KPÖ. Socjaldemokraci początkowo poparli koncepcję Europy jako „trzeciej siły” na arenie międzynarodowej, po 1948 roku i wdrażaniu w Austrii planu Marshalla, socjaldemokraci stali się zwolennikami tendencji proamerykańskiej. Socjaldemokraci popierali politykę NATO, zarząd partii zakazał członkom partii wizyt w krajach bloku wschodniego a kraje te był atakowane w prasie lewicowej związanej z partią. Gdy w 1953 roku ÖVP lekko zmodernizowało swoje postawy względem ZSRR na nieco mniej zimnowojenne, SPÖ pozostało na stanowisku antykomunistycznym.

#### Okres koalicji z chadekami
Pierwszym kanclerzem Austrii został socjaldemokrata Karl Renner, choć wszystkie mocarstwa traktowały go z dystansem z uwagi na jego oportunizm, obawiano się też, że znalazł się on pod kontrolą Stalina, co rodziło obawy, iż socjaliści zostaną zepchnięci na ubocze kosztem komunistów (jednak dzięki silnej pozycji innych mocarstw w Austrii została ona uchroniona przed losem państw Europy Wschodniej). W październiku Renner został prezydentem Austrii, kolejnymi prezydentami Austrii byli socjaldemokraci Körner i Scharf. Polityka wewnętrzna Austrii opierała się na tzw. paktach koalicyjnych. Pakty koalicyjne były to umowy regulujące podział ministerstw, kompetencji poszczególnych resortów etc. Zacieśnienie współpracy socjaldemokratów z chadekami przyczyniły się do pewnych ustępstw ze strony SPÖ. Partia zmieniła m.in. nastawienie do byłych austrofaszystów i zgodziła się na propozycję ÖVP aby mogli oni obejmować kluczowe stanowiska np. w przedsiębiorstwach upaństwowionych. W dalszym stopniu utrzymano decyzję o tym aby nie przyjmować do partii byłych członków organizacji nazistowskich.
W latach 1945–1948 wykrystalizowała się opozycja lewicowa na czele z Erwinem Scharfem. Grupa domagała się przejścia SPÖ w kierunku klasowym i zerwania przez SPÖ koalicji z prawicą. W 1947 roku projekt uchwały frakcji Scharfa uzyskał 30% delegatów zjazdu partii i tym samym został odrzucony. W głosowaniu przepadł też projekt uchwały złożonej przez organizację młodzieżową reprezentującą stanowisko bardziej lewicowe od kierownictwa partii. Na zjeździe z 1947, Scharf pozbawiony został funkcji sekretarza partii. Na kongresie z 1948 roku Scharf został wydalony z partii pod zarzutem ujawnienia tajemnic partyjnych. Scharf wraz z grupą lewicowych rozłamowców utworzył Socjalistyczną Partię Robotniczą (SAP). SAP wystartowała w wyborach w bloku z komunistami nie uzyskując jednak większych sukcesów, a w 1956 roku rozłamowcy z SPÖ zjednoczyli się z KPÖ dzięki czemu Scharf został członkiem Biura Politycznego KPÖ i sekretarzem Komitetu Centralnego partii. Tym samym po wydaleniu grupy Scharfa, od 1948 roku w partii nie działa większa opozycja lewicowa. Od czasu wydalenia z partii Scharfa, główną ikoną lewicy partyjnej był Josef Hindels, zwolennik powrotu SPÖ do austromarksizmu.
Socjaldemokraci w ramach koalicji lewicowo-chadeckiej przyczynili się do przywrócenie zlikwidowanych przez austrofaszystów praw socjalnych, odbudowali ruch spółdzielczości spożywczej, a w latach 1947–1947 znacjonalizowali niektóre zakłady przemysłowe czy banki, które należały do Niemców lub ich kolaborantów. W programie uchwalonym w 1947 roku socjaldemokraci zapowiedzieli dalszą nacjonalizację, wprowadzenie reformy rolnej oraz ustanowienie kierowniczej roli proletariatu w przemianach społeczno-ekonomicznych. Problemy na linii pracownicy–pracodawcy socjaldemokraci starali się rozwiązywać przy tzw. zielonym stole. W latach 1947–1951 podpisano pięć umów zawartych przez organizacje pracodawców: Zjednoczenie Przedsiębiorców, Izbę Gospodarczą i Izbę Rolną z organizacjami pracowników: Federacją Austriackich Związków Zawodowych i Izbą Pracy. W 1957 roku z inicjatywy Federacji Austriackich Związków Zawodowych powołano Komisję Parytetową w skład której zasiedli pracodawcy i pracobiorcy.
W kwietniu 1955 roku z inicjatywy rządu radzieckiego odbyły się rozmowy między Austrią i ZSRR w Moskwie. Socjaldemokratów reprezentował Bruno Kreisky (późniejszy kanclerz) oraz Adolf Scharf. Rozmowy przyczyniły się do podpisania 15 maja traktatu między Austrią a ZSRR, Francją, Wielką Brytanią i USA. W wyniku umowy przywrócono Austrii pełną suwerenność i zobowiązano rządy austriackie do utrzymywania neutralności. W 1955 podpisany został traktat w sprawie odbudowy demokratycznej Austrii, gwarantujący jej niezależności i neutralność.
Po wycofaniu się z kraju wojsk okupacyjnych wzmocniła się ofensywa prawicy, socjaldemokraci sprzeciwili się prawicowym postulatom reprywatyzacji upaństwowionego przemysłu i usług bankowych (w Austrii rozróżnia się zakłady państwowe i te upaństwowione po 1945 roku); w 1956 roku socjaldemokraci na skutek kompromisu z centroprawicą zgodzili się na sprzedaż 40% akcji banków upaństwowionych. Socjaldemokratyczny sprzeciw wobec dalszej reprywatyzacji oraz przekazywaniu upaństwowionych firm w ręce kapitału zagranicznego doprowadził do przedterminowych wyborów w 1959 roku.
W wyborach prezydenckich z 1957 roku kandydat socjaldemokratów, poparty również przez komunistów, Adolf Scharf uzyskał 51,12% głosów. Na tamtą chwilę w parlamencie zasiadało 74 parlamentarzystów socjalistycznych (na ogółem 165 posłów). Po wybraniu Scharfa na urząd prezydenta na stanowisku lidera partii zastąpił go Bruno Pittermann. Po zmianie kierownictwa partii w pewnych odstępach czasu z kierownictwa partii odeszli najbardziej zaciekli antykomuniści; Oskar Helmer, Oskar Pollak. Spowodowało to pewne rewizje stosunku socjalistów do austriackich komunistów, jak i bloku państw tzw. demokracji ludowej. Na początku lat 60., socjaliści wstrzymali się z atakami na środowiska Komunistycznej Partii Austrii a SPÖ uznało partię komunistyczną za część lewicy austriackiej.
SPÖ w okresie koalicji z ÖVP, starało się o uzyskanie szerszego poparcia katolików. Bezskutecznie starano się nawiązać współpracę z hierarchią kościelną, wyrażono zgodę na wypłacanie ze strony rządu odszkodowań za zajęte przez nazistów mienie kościelne czy poparto finansowanie szkół katolickich. Mimo zmian pozycji SPÖ na bardziej konserwatywne, ÖVP postawiło żądanie – albo socjaldemokraci zrezygnują z postępowych haseł albo zostaną wykluczeni z rządu koalicyjnego. ÖVP odrzuciła możliwość utrzymania koalicji chadecko-socjaldemokratów i zarzucała SPÖ rzekome „tendencje kryptokomunistyczne”. W kampanii przed wyborami z 1966 roku, chadecy atakowali socjaldemokratów i zarzucali im to że chcą zmienić ustrój polityczny Austrii. Prawica określała wiceprzewodniczącego partii socjalistycznej jako „zwiastuna komunizmu”. Argumentem świadczącym o kryptokomunizmie socjaldemokratów miały być rewizja postawy SPÖ względem państw demokracji ludowej i przejście na pozycje bliższe pojednania Wschód-Zachód. Chadecy oskarżyli też socjaldemokratów o planowanie rzekomego sojuszu z partią komunistyczną, pretekstem do oskarżeń miało być poparcie przez komunistów kandydatów socjaldemokratycznych do parlamentu (komunistyczny kandydat wystartował jedynie z Wiednia).

#### W opozycji
Kampania propagandowa prawicy okazała się udana; w wyborach parlamentarnych w 1966 ÖVP zdobyła po raz pierwszy ponad 50% mandatów poselskich i SPÖ przeszła do opozycji. Socjaliści nie zgodzili się na warunki podtrzymywania koalicji stawiane przez chadeków i mimo protestów wewnątrzpartyjnych zwolenników koalicji nie kontynuowano koalicji rządowej. W rezultacie jednopartyjny rząd został utworzony przez partię chadecką. Porażka z 1966 roku doprowadziła do pogłębienia kryzysu wewnątrzpartyjnego rozpoczęto w 1964 roku, gdy z partii usunięty został Franz Olah. W 1965 roku Olah utworzył Demokratyczną Partię Postępową która przyciągnęła część działaczy socjaldemokratów. W 1966 roku Demokratyczna Partia Postępowa zdobyła zaledwie 3,3% głosów oraz nie zdobyła żadnego posła, start partii zmniejszył jednak poparcie dla SPÖ. W partii doszło do dyskusji na temat możliwości wyborczej porażki, frakcje lewicowe były zdanie że jest to wina koalicji z centroprawicą które nie mogły zapewnić realizacji postulatów natury socjalistycznej.
Po porażce z 1966 roku do walki o przywództwo partii socjaldemokratycznej stanęli Pitterman i Anton Benya dotychczasowy prezydent związku zawodowego ÖGB. Wiedeńskie struktury partii poparły trzeciego, a zarazem najmłodszego kandydata: Hansa Czettela (ministra spraw zagranicznych w rządzie chadecko-socjalistycznymi od 1964 do 1966). Szybko okazało się, że pomimo zaciekłej walki między Pittermanem a Benyem coraz większe poparcie zyskiwał Bruno Kreisky. Zjazd 30 stycznia 1967 roku wybrał na lidera partii Bruno Kreisky’ego który uzyskał 70,3% głosów. Pitterman jeszcze przed wyborami na przewodniczącego ogłosił, że po wyborczym kryzysie partia przejdzie też do działań pozaparlamentarnych (strajki, protesty, pikiety), nowy przewodniczący, Kreisky, ogłosił jednak że SPÖ ograniczy się do pracy parlamentarnej. Pod przywództwem Kreisky’ego, partia określała się jako partia mas pracujących. SPÖ w przeciągu dwóch pierwszych lat przywództwa Kreisky’ego podejmowała postulaty skrócenia tygodnia pracy, poszerzenia dostępu na studia dla osób wywodzących się z rodzin chłopskich czy robotniczych czy obniżenia czynszów mieszkalnych.
W latach 60. na czele opozycji lewicowej wewnątrz partii stał Günther Nenning – wydawca gazety „Neues Forum” – w myśl „integralnego socjalizmu” Otto Bauera, proponował on współpracę socjaldemokratów z austriackimi komunistami. Po atakach na Kreiskiego został on decyzją zjazdu wydalony z partii w 1967 roku, lecz decyzji tej nie zaakceptowała organizacja partyjna wiedeńskiej dzielnicy Döbling. Decyzja władz partii doprowadziła do osłabienia frakcji skupionej wokół „Neues Forum”, w kolejnych latach grupa przeszła na pozycję centrową i w dalszym ciągu była przez partię wspierana finansowo. Podobne do stanowiska „Neues Forum” z okresu gdy stanowiło one lewicową opozycję, prezentowały m.in. Wspólnota Pracy „Młode Pokolenie” – organizacja młodzieżowa partii skupiająca osoby w wieku od 24 do 38 lat czy Socjalistyczna Młodzież Austrii – organizacja skupiająca młodzież (głównie z klasy robotniczej) do 20 roku życia. Organizacje młodzieżowe krytykowały kierownictwo partii, a następnie także rząd Kreiskiego z pozycji klasowych i za współpracę rządu Kreiskiego z Kościołem katolickim, która odbywała się po wielu ustępstwach ze strony kierownictwa socjaldemokratów. Najbardziej lewicową grupę w okresie 1968–1969 reprezentowało Zrzeszenie Socjalistycznych Studentów Austrii. Działacze organizacji krytykowali kierownictwo SPÖ, organizowali demonstracje i strajki, głosili hasło antykapitalistycznego sojuszu całej lewicy także z udziałem Komunistycznej Partii Austrii.

#### Samodzielne rządy socjaldemokratyczne

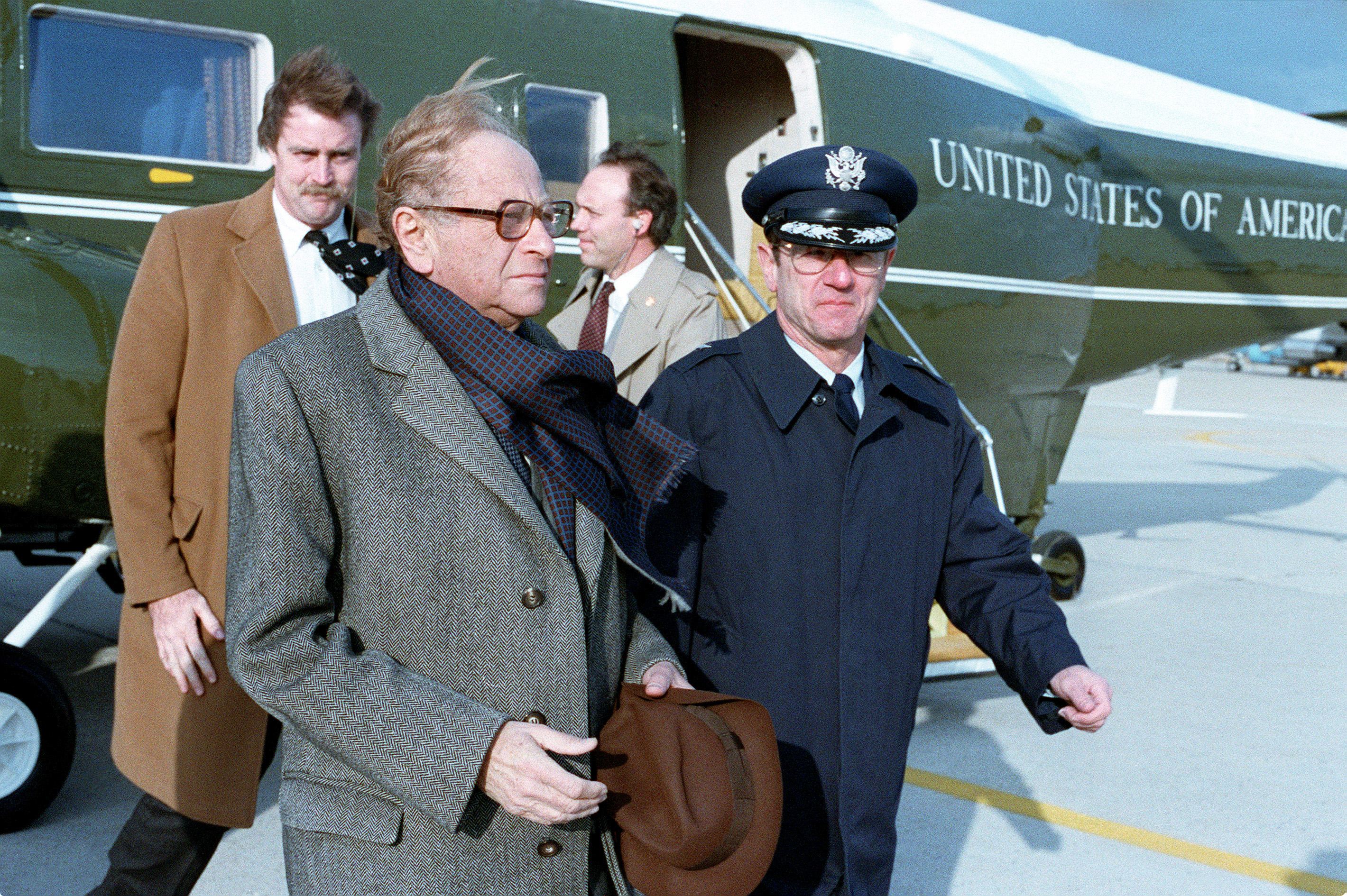
Bruno Kreisky w czasie wizyty w Stanach Zjednoczonych w 1983 roku

W kolejnych dwóch latach (1968–1970) partia w związku z interwencją Układu Warszawskiego w Czechosłowacji i zbliżającymi się wyborami w 1970, skupiła się na zwalczania wpływów KPÖ. W 1969 roku uchwalono uchwałę antykomunistyczną partii która w związku z interwencją bloku wschodniego w Czechosłowacji odrzuciła możliwość kontaktów z partiami komunistycznymi i partiami z bloku wschodniego oraz odrzuciła możliwość poparcia przez KPÖ, kandydatów wystawianych przez SPÖ, jak to miało miejsce w czasie poprzednich wyborów. Parlamentarzyści wywodzący się z partii socjalistycznej poparli część ustaw zgłaszanych przez rządzącą chadecję. W czasie kampanii kierownictwo partii przyjęło taktykę, według której SPÖ nie było partią opozycji, lecz partią alternatywy wobec rządu. W ciągu okresu 1968-69, eksperci SPÖ opracowali siedem szczegółowych programów społecznych i gospodarczych partii. M.in. dzięki charyzmie Bruno Kreisky’ego, partia socjaldemokratyczna wygrała wybory z 1 marca 1970 roku, a w kolejnych trzech elekcjach socjaldemokraci zdobyli ponad 50% głosów. Kreisky stał na czele kolejnych rządów od 1970 do 1983 roku.
W okresie przywództwa w partii Kreisky’ego, partia reprezentowała w Międzynarodówce Socjalistycznej stanowisko antykomunistyczne, podczas gdy pozostałe partie coraz częściej otwierały się na współpracę z partiami komunistycznymi, który przyjęły eurokomunizm. Kreisky zarzucał eurokomunistom, że w dalszym stopniu nie uznają demokracji parlamentarnej, nie zmieniły swego nastawiania do Komunistycznej Partii Związku Radzieckiego, nie zmieniły nazwy czy nie odstąpiły od centralizmu demokratycznego.
W wyborach przedterminowych z października 1971 roku, centrolewica zwiększyła swoje poparcie. W deklaracjach rządu i partii socjaldemokraci nie przewidywali zasadniczego zreformowania dotychczasowego ustroju Austrii, socjaldemokraci deklarowali że firmy upaństwowione nie będą popierane kosztem tych należących do osób prywatnych. Partia popierała uspołecznienie poprzez demokratyzację zażądania firmami i zasadę współdecydowania pracowników. Zgodnie z reformą wprowadzoną przez SPÖ, to nie właściciel, lecz menadżer decydował o strategii firmy. Według austriackich socjaldemokratów państwa o ustroju kapitalistycznym w regionie Europy zachodniej zaszły przeobrażenia które nie wymagają już radykalnych zmian, a część teoretyków socjaldemokracji w Austrii negowała nawet istnienie w tym kraju systemu kapitalistycznego. Teorię tę socjaldemokraci prezentowali do czasu światowego kryzysu gospodarczego z 1973 roku. Od 1974 roku partia ponownie przeszła na pozycje bardziej sceptyczne wobec kapitalizmu, według Bruno Kreisky’ego kryzys gospodarczy nie jest możliwy do zażegnania metodami gospodarki kapitalistycznej. Jak deklarował przewodniczący partii, socjaldemokracja musi przygotować alternatywną wizję dotychczasowego systemu gospodarczego. Budowa alternatywy miała zachodzić nie poprzez likwidację dotychczasowego systemu, lecz jego reformę i dążenie do rozszerzenia „technostruktury” – czyli współzarządzania przedsiębiorstwami przez szerokie grono osób. Alternatywą wobec likwidacji prywatnej własności środków produkcji miało być współdecydowanie. Takie rozwiązania zaproponował program partyjny z 1978 roku.
W 1974 roku część frakcji lewicowych w czasie zjazdu SPÖ, przedstawiło kierownictwo dokument O socjalistyczną politykę SPO. W uchwale skrytykowano politykę Kreiskiego. Oskarżono rząd o politykę sprzeczną z socjalizmem która umacnia austriacki system kapitalistyczny. Dokument odrzucono, a w czasie zjazdu wspomniało o nim tylko kilku działaczy. W odpowiedzi na śmiałe hasła organizacji studenckiej – Zrzeszenia Socjalistycznych Studentów Austrii, kierownictwo SPÖ w grudniu 1976 roku czasowo zawiesiło finansowanie zrzeszenia oraz wykluczono organizację z ugrupowań afiliowanych SPÖ a przeciwko jej prezesowi wszczęto dochodzenie dyscyplinarne. Po pewnym czasie organizacja odzyskała wszystkie prawa którymi cieszyła się w partii. Kreisky akceptował istnienie lewicowej opozycji ze względu m.in. na fakt przyciągania do SPÖ części zwolenników KPÖ. Według Kreiskiego granicę lewicowości w partii wyznaczał stosunek do zagadnienia dyktatury proletariatu – akceptacja tej doktryny była równoznaczna z usunięciem określonej grupy z partii.
Rząd socjalistyczny zrealizował wiele reform z zakresu prawa pracy, spraw socjalnych, szkolnictwa wyższego etc. Zreformowano także przestarzałe ustawy z innych dziedzin życia społecznego. Reformy socjaldemokratów na ogół popierane były przez pozostałe partie i większość społeczeństwa – do jedynych protestów doszło w związku z reformą kodeksu karnego. Ustawa z lata 1974 roku wprowadzała bowiem nowy kodeks który przewidział m.in. zaprzestanie karania za aborcję. Przeciw tej reformie opowiedziały się partie prawicowe i Kościół katolicki. W ramach działania „Akcji życie” przeciwnicy ustawy zbierali podpisy protestacyjne przeciwko ustawie. Ostatecznie dzięki staraniom socjaldemokratów nowy kodeks karny wszedł w życie w 1975 roku. W związku ze spadkiem poparcia dla socjaldemokratów związanym m.in. z protestami przeciwko nowemu prawu dotyczącemu aborcji, socjaldemokraci rozważali możliwość koalicji z inną partią, odrzucono możliwość współpracy z chadecją, bardziej przychylnie kierownictwo SPÖ patrzyło na ewentualną koalicję z liberalno-nacjonalistyczną Wolnościową Partii Austrii dzięki poparciu której socjaldemokraci mogli sprawować rządy w okresie od 1970 do 1971 roku. Rząd Bruno Kreiskiego w 1977 roku, wprowadził urząd ombudsmanów którzy mają dbać o przestrzeganie praw obywatelskich.
Socjaldemokraci mimo początkowych obaw wygrali wybory z 1975 roku i 1979. Przegrali natomiast referendum na temat uruchomienia w Zwentendorfie elektrowni atomowej, w którym opowiedzieli się za budową elektrowni. W dużej mierze partia duże poparcie zawdzięczała dobrymi notowaniom gospodarczym Austrii. Od czasu objęcia przez SPÖ rządów stale rósł produkt krajowy brutto Austrii, gospodarka cechowała się niskim wskaźnikiem inflacji a kraj cechował się niemalże pełnym zatrudnieniem.

#### Od lat 80.
Niezdobycie 50% głosów w wyborach w 1983 spowodowało ustąpienie Kreisky’ego, choć socjaldemokraci utrzymali się przy władzy i zdobyli 47,65% poparcia (byli najsilniejszym ugrupowaniem w austriackim parlamencie nieustająco aż do 2002). Nowym przywódcą partii został Fred Sinowatz. Nowym wyzwaniem, jakie stanęło wówczas przed SPÖ była rosnąca pozycja nacjonalisty Jörga Haidera. Wzrost jego popularności spowodował powrót SPÖ za sprawą Franza Vranitzky’ego (lidera partii od 1988) do wielkiej koalicji z ÖVP w latach 1986–2000.

### Od 1995
W 1995 kongres partii podjął decyzję o zmianie nazwy partii na Socjaldemokratyczną Partię Austrii (Sozialdemokratische Partei Österreichs), wyraźniej akcentując w ten sposób przemiany po upadku żelaznej kurtyny i poszanowanie demokracji. W tym okresie także kanclerz Vranitzky oficjalnie uznał winy Austriaków podczas II wojny światowej, a także podjął działania w celu przystąpienia Austrii do Unii Europejskiej – stało się to w 1995. W 1997 nowym kanclerzem i liderem partii został Viktor Klima.
Nowy szef partii musiał zmierzyć się z problemem krytyki austriackiego systemu wyborczego, który oskarżano o niesprawiedliwe forowanie dwóch najsilniejszych partii: SPÖ i ÖVP, w związku z czym rosło poparcie dla Austriackiej Partii Wolnościowej (FPÖ) Haidera. W wyniku wyborów w 1999 FPÖ zdobyło drugi wynik, a w następnym roku stworzyło prawicowy rząd wraz z ÖVP – SPÖ po raz pierwszy od 30 lat znalazło się w opozycji. Wywołało to duże zmiany wewnętrzne (zarówno personalne, jak i organizacyjne oraz finansowe). Porażka w wyborach w 2002 faktycznie oznaczała wzmocnienie pozycji partii (zdobyła więcej głosów i mandatów niż w 1999) i zepchnięcie na margines FPÖ, SPÖ wygrała też wybory w kilku austriackich landach (poza – tradycyjnie znajdującymi się pod jej wpływami – Wiedniem i Burgenlandem).

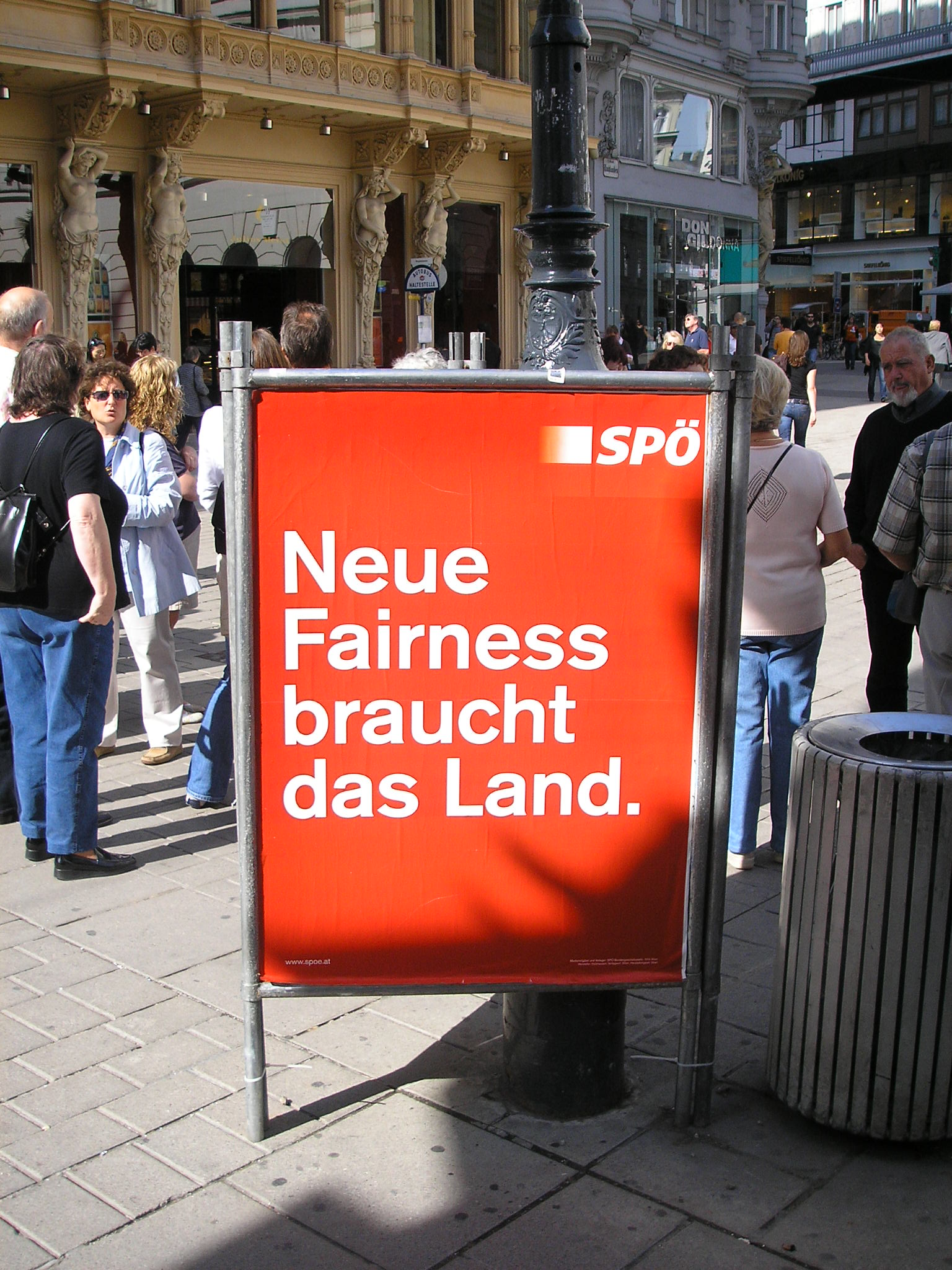
Plakat SPO z czasu kampanii wyborczej 2006 roku

W wyborach 2006 SPÖ na powrót zdobyła najlepszy wynik i zdołała sformować – po raz kolejny – rząd wielkiej koalicji wraz z ÖVP. Podjęła też problem rozliczenia się z mrocznymi kartami historii związanymi ze współpracą niektórych działaczy socjaldemokratycznych z nazistami w latach 1938–1945. Koalicja rozpadła się w 2008 wskutek rozbieżności zdań jej członków w sprawie ratyfikacji traktatu lizbońskiego. Kolejne wybory (przedterminowe), do których SPÖ stanęła pod przewodnictwem nowego lidera Wernera Faymanna przyniosły zwycięstwo socjaldemokratów (mimo spadku poparcia dla partii), a Faymann został kanclerzem nowego rządu sformowanego w koalicji z ÖVP.
W wyborach do Parlamentu Europejskiego w 2009 roku SPÖ zdobyła 23,81% poparcia (4 mandaty) przegrywając z ÖVP (29,97% i 6 mandatów).

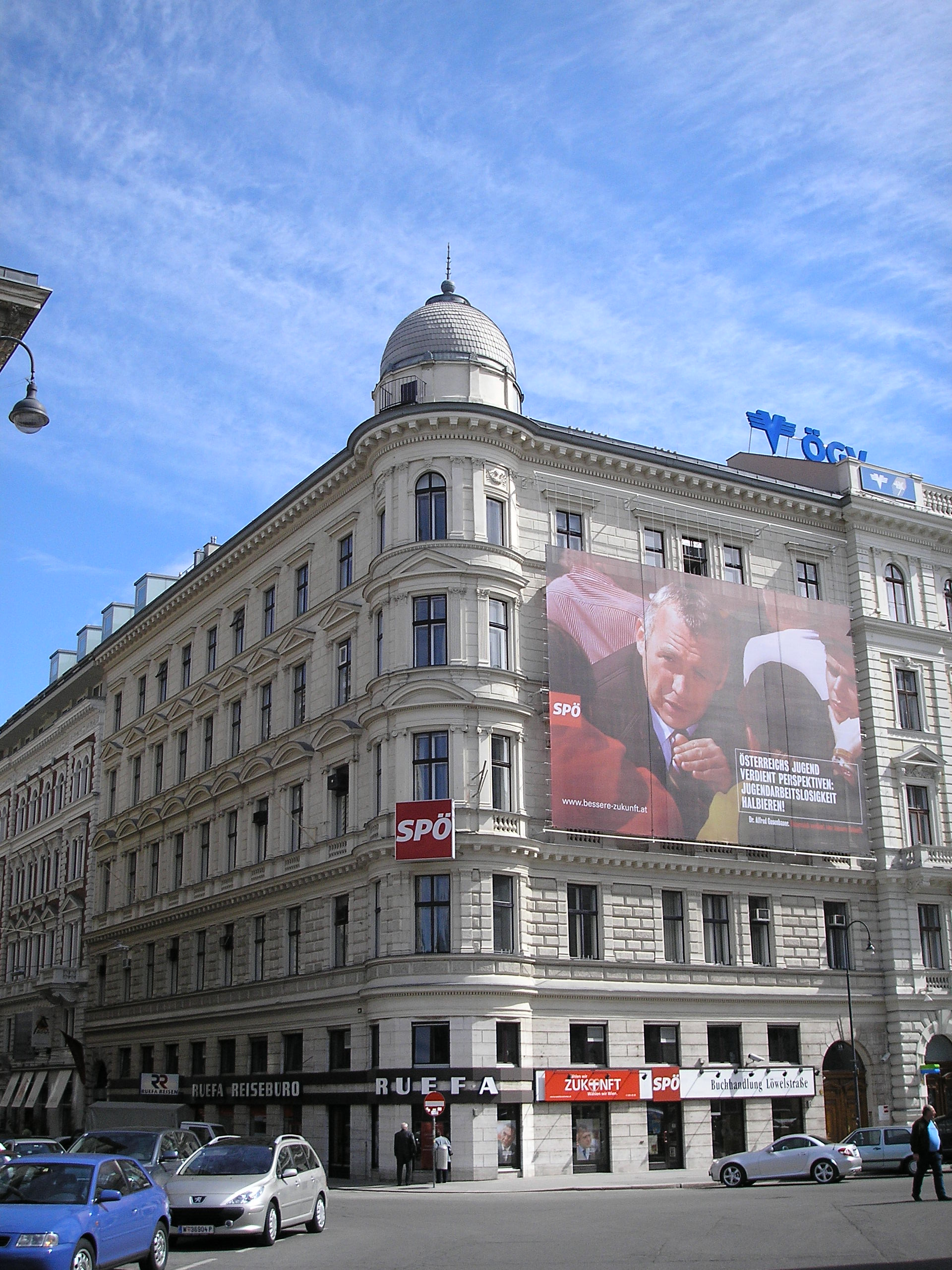
Siedziba socjaldemokratów w Wiedniu

SPÖ jest drugą co do wielkości partią Austrii. W 2011 roku liczyła 243.462 członków. Niegdyś członkowie SPÖ liczyli prawie 10% wszystkich mieszkańców kraju. W 1913 roku partia liczyła 98 673 członków, w 1929 roku już 718 056 członków. Po wojnie w 1945 roku liczyła 375 815, a w 1979 już 716 000 członków.
Największym poparciem partia cieszy się na tzw. „czerwonym” (socjalistycznym) wschodzie a mniejszym poparciem na „czarnym” (chadeckim) zachodzie. SPÖ współcześnie nie jest już partią robotniczą, w latach 40. i 50. do partii starano się pozyskać część elektoratu chłopskiego, rzemieślników czy kupców. Za czasów Kreisky’ego partia skupiła się na pozyskaniu pracowników umysłowych. Przykładowo badania z 1973 roku wykazały, że na 100 osób głosujących na socjaldemokratów – 62 z nich było robotnikami (68 w 1968), 30 pracownikami umysłowymi, 5 rzemieślnikami czy też kupcami a 3 chłopami. W latach 70. widoczny był trend pozyskiwania wyborców wiejskich przy jednoczesnej utracie elektoratu miejskiego. W 1947 roku robotnicy liczyli aż 41,9% członków partii, a w 1977 już 29,9% członków.

## Program

### Program z 1958
W 1926 roku powstał program SDAPÖ, w 1934 roku natomiast program działającej w podziemiu RSÖ. Po wyzwoleniu Austrii, w 1947 roku kierownictwo partii zdecydowało się na gwałtowną rewizję programu. Za nowy program odpowiedzialny miał być Benedikt Kautski, jeden z liderów prawicy partyjnej, projekt programu został przedstawiony na zjeździe socjaldemokratów z 1957 roku. Projekt został skrytykowany przez przedstawicieli frakcji centrowych i lewicowych i w rezultacie odrzucony. Ostatecznie nowy program tym razem przygotowany przez zespół z Pittermannem na czele przyjęto rok później na zjeździe nadzwyczajnym. Program z 1958 roku rezygnował z propozycji uspołecznienia gospodarki i centralnie planowanego systemu gospodarczego. Zamiast tego socjaliści opowiedzieli się za gospodarką mieszaną. Socjaldemokraci zaakceptowali zasady systemu państwa burżuazyjnego, poparli rozszerzanie demokracji w zamyśle tego postulatu socjalizm uznany został za „demokrację doskonałą”. W programie z 1958 ostatecznie odcięto się od filozofii marksowskiej, argumentowano to tym jakoby filozofia ta straciła na aktualności.
Socjaldemokraci opowiedzieli się za neutralnością na arenie międzynarodowej. Poparto system kapitalistyczny. Zachowano kilka postulatów łączących SPÖ z jej poprzedniczkami, m.in. dążenie do budowy społeczeństwa bezklasowego. Zdaniem Beneditkta Kautsky’ego i Fritza Klennera, wówczas czołowych ideologów austriackiej socjaldemokracji, SPÖ przeszła transformację z partii robotniczej w partię ludową.

### Program z 1966, siedem programów (1968–1969)
W 1966 roku przyjęto Program dla Austrii. Program proponował rozwiązania w kwestii poprawy warunków rozwoju przedsiębiorstw upaństwowionych po 1945, poszerzenia polityki socjalnej, wprowadzenia modelu współzarządzania przedsiębiorstwami przez załogi.
Następnie powstało siedem mniejszych programów które przygotowane zostały do roku 1969. jednym z nich był program ekonomiczny który postulował wzmocnienie sektora przemysłu upaństwowionego; osiągnąć to miano poprzez fuzję pokrewnych przedsiębiorstw. Program pozytywnie ocenił rolę koncernów zagranicznych działających w Austrii, socjaldemokraci chcieli aby także i w takich przedsiębiorstwach wprowadzano zasadę współdecydowania pracowniczego. Ponadto domagano się ograniczenia podatków pośrednich kosztem podatków pośrednich (tylko od produktów uznawanych za luksusowe). Socjaldemokraci zawarli w programie tezę o przeniesieniu wyzysku ze sfery produkcyjnej do sfery rynkowej (proces cyrkulacji towarów), stąd też główny nacisk położono na postulaty mające bronić konsumentów.

### Program z 1978
Od lat 70. wewnątrz partii toczył się dyskusje nad nowym programem który ująłby rozwiązania problemów które powstałych od roku 1958. Nowy program oficjalnie ogłoszono w maju 1978 roku. Bruno Kreisky otwierając zjazd partii na którym uchwalono nowy program, podkreślił pozytywny stosunek socjaldemokracji do klasyków marksizmu. Kierownictwo partii, jak i jej krytycy uznali nowy program za bardziej lewicowy od programu z 1958 roku. Nowymi celami SPÖ według programu były – wolność, równość, sprawiedliwość i solidarność. Dokument programowy uznaje SPÖ za spadkobierców doktryny Kościoła katolickiego oraz postępowych elementów liberalizmu. Partia zaproponowała budowę „demokracji społecznej”, demokratyzację życia gospodarczego i integrację państw Europy zachodniej. Na skutek nacisków lokalnych jednostek SPÖ do programu dodano informacje o tym że socjaldemokraci zmierzają do zmiany stosunków własności co jednak nie odbędzie się poprzez nacjonalizację.
Podtrzymano postulaty wzmocnienia sektora przemysłu upaństwowionego. Podtrzymano tezę z programu z 1958 roku według której, przedsiębiorstwami upaństwowionymi współzarządzać będzie gremia składająca się z załogi, państwa i konsumentów.
SPÖ zaproponowała własny model państwa opiekuńczego – państwa określonego w programie jako „ludzkie i praworządne”. W zamyśle socjaldemokratów, państwo jest winne zapewnić społeczeństwu; gwarancję pełnego zatrudnienia czy pomagać osobom znajdującym się w ciężkiej sytuacji. Aby to osiągnąć odrzucono jednak zwiększenie interwencjonizmu gospodarczego państwa, które według SPÖ może doprowadzić do nadmiernego rozrostu biurokracji.
Program zadeklarował reformę systemu edukacyjnego, równe szanse startu młodzieży w dorosłe życie, większą dostępność kultury, sprawiedliwszy podział dochodu narodowego. W odróżnieniu od programu z 1958, który zadeklarował uznanie kapitalizmu, nowy program poddał ten system krytyce a socjaldemokraci zadeklarowali przekształcenie systemu kapitalistycznego na drodze reform.

## Poparcie w wyborach

### Wybory do Konstytucyjnego Zgromadzenia Narodowego
| Rok  | Wyniki    | Wyniki    | Mandaty | Rząd              |
| Rok  | Głosy     | %         | Mandaty | Rząd              |
| ---- | --------- | --------- | ------- | ----------------- |
| 1919 | 1 211 814 | 40,8 (#1) | 72/170  | Koalicja rządząca |

### Wybory do Rady Narodowej
| Rok  | Wyniki    | Wyniki    | Mandaty | Zmiana | Rząd                       |
| Rok  | Głosy     | %         | Mandaty | Zmiana | Rząd                       |
| ---- | --------- | --------- | ------- | ------ | -------------------------- |
| 1920 | 1 072 709 | 35,9 (#2) | 69/165  | 3      | Opozycja                   |
| 1923 | 1 311 870 | 39,6 (#2) | 68/165  | 1      | Opozycja                   |
| 1927 | 1 539 635 | 42,2 (#2) | 71/165  | 3      | Opozycja                   |
| 1930 | 1 517 146 | 41,1 (#1) | 72/165  | 1      | Opozycja                   |
| 1945 | 1 434 898 | 44,6 (#2) | 76/165  | 4      | Koalicja rządząca          |
| 1949 | 1 623 524 | 38,7 (#2) | 67/165  | 9      | Koalicja rządząca          |
| 1953 | 1 818 517 | 42,1 (#1) | 73/165  | 6      | Koalicja rządząca          |
| 1956 | 1 873 295 | 43,0 (#2) | 74/165  | 1      | Koalicja rządząca          |
| 1959 | 1 953 935 | 44,8 (#1) | 78/165  | 4      | Koalicja rządząca          |
| 1962 | 1 960 685 | 44,0 (#2) | 76/165  | 2      | Koalicja rządząca          |
| 1966 | 1 928 985 | 42,6 (#2) | 74/165  | 2      | Opozycja                   |
| 1970 | 2 221 981 | 48,4 (#1) | 81/165  | 7      | Większość rządząca         |
| 1971 | 2 280 168 | 50,0 (#1) | 93/183  | 12     | Większość rządząca         |
| 1975 | 2 326 201 | 50,4 (#1) | 93/183  | 0      | Większość rządząca         |
| 1979 | 2 413 226 | 51,0 (#1) | 95/183  | 2      | Większość rządząca         |
| 1983 | 2 312 529 | 47,6 (#1) | 90/183  | 5      | Koalicja rządząca (1), (2) |
| 1986 | 2 092 024 | 43,1 (#1) | 80/183  | 10     | Koalicja rządząca          |
| 1990 | 2 012 787 | 42,8 (#1) | 80/183  | 0      | Koalicja rządząca          |
| 1994 | 1 617 804 | 34,9 (#1) | 65/183  | 15     | Koalicja rządząca          |
| 1995 | 1 843 474 | 38,1 (#1) | 71/183  | 6      | Koalicja rządząca (1), (2) |
| 1999 | 1 532 448 | 33,2 (#1) | 65/183  | 6      | Opozycja                   |
| 2002 | 1 792 499 | 36,5 (#2) | 69/183  | 4      | Opozycja                   |
| 2006 | 1 663 986 | 35,3 (#1) | 68/183  | 1      | Koalicja rządząca          |
| 2008 | 1 430 206 | 29,3 (#1) | 57/183  | 11     | Koalicja rządząca          |
| 2013 | 1 258 605 | 26,8 (#1) | 52/183  | 5      | Koalicja rządząca (1), (2) |
| 2017 | 1 353 032 | 26,9 (#2) | 52/183  | 0      | Opozycja                   |
| 2019 | 1 011 868 | 21,2 (#2) | 40/183  | 12     | Opozycja                   |
| 2024 | 1 032 234 | 21,1 (#3) | 41/183  | 1      | Koalicja rządząca          |

### Wybory prezydenckie
| Rok  | Kandydat                 | Pierwsza tura            | Pierwsza tura            | Pierwsza tura             | Druga tura               | Druga tura               | Druga tura               |
| Rok  | Kandydat                 | Głosy                    | %                        | Wynik                     | Głosy                    | %                        | Wynik                    |
| ---- | ------------------------ | ------------------------ | ------------------------ | ------------------------- | ------------------------ | ------------------------ | ------------------------ |
| 1951 | Theodor Körner           | 1 682 881                | 39,1                     | Przeszedł do drugiej tury | 2 178 631                | 52,1                     | Wygrał                   |
| 1957 | Adolf Schärf             | 2 258 255                | 51,1                     | Wygrał                    |                          |                          |                          |
| 1963 | Adolf Schärf             | 2 473 349                | 55,4                     | Wygrał                    |                          |                          |                          |
| 1965 | Franz Jonas              | 2 324 436                | 50,7                     | Wygrał                    |                          |                          |                          |
| 1971 | Franz Jonas              | 2 487 239                | 52,8                     | Wygrał                    |                          |                          |                          |
| 1974 | Rudolf Kirchschläger     | 2 392 367                | 51,7                     | Wygrał                    |                          |                          |                          |
| 1980 | Rudolf Kirchschläger     | 3 538 748                | 79,9                     | Wygrał                    |                          |                          |                          |
| 1986 | Kurt Steyrer             | 2 061 104                | 43,7                     | Przeszedł do drugiej tury | 2 107 023                | 46,1                     | Przegrał                 |
| 1992 | Rudolf Streicher         | 1 888 599                | 40,7                     | Przeszedł do drugiej tury | 1 915 380                | 41,1                     | Przegrał                 |
| 1998 | Nie wystawiano kandydata | Nie wystawiano kandydata | Nie wystawiano kandydata | Nie wystawiano kandydata  | Nie wystawiano kandydata | Nie wystawiano kandydata | Nie wystawiano kandydata |
| 2004 | Heinz Fischer            | 2 166 690                | 52,4                     | Wygrał                    |                          |                          |                          |
| 2010 | Heinz Fischer            | 2 508 373                | 79,3                     | Wygrał                    |                          |                          |                          |
| 2016 | Rudolf Hundstorfer       | 482 790                  | 11,3                     | 4. miejsce                |                          |                          |                          |
| 2022 | Nie wystawiano kandydata | Nie wystawiano kandydata | Nie wystawiano kandydata | Nie wystawiano kandydata  | Nie wystawiano kandydata | Nie wystawiano kandydata | Nie wystawiano kandydata |

### Wybory do Parlamentu Europejskiego
| Wybory | Wyniki    | Wyniki    | Mandaty | Zmiana | Grupa w Parlamencie Europejskim |
| Wybory | Głosy     | %         | Mandaty | Zmiana | Grupa w Parlamencie Europejskim |
| ------ | --------- | --------- | ------- | ------ | ------------------------------- |
| 1996   | 1 105 910 | 29,2 (#2) | 6/21    | Nowa   | PES                             |
| 1999   | 888 338   | 31,7 (#1) | 7/21    | 1      | PES                             |
| 2004   | 833 517   | 33,3 (#1) | 7/18    | 0      | PES                             |
| 2009   | 680 041   | 23,7 (#2) | 4/17    | 3      | S&D                             |
| 2014   | 680 180   | 24,1 (#2) | 5/18    | 1      | S&D                             |
| 2019   | 903 151   | 23,9 (#2) | 5/18    | 0      | S&D                             |
| 2024   | 818 287   | 23,2 (#3) | 5/20    | 0      | S&D                             |